# دانشگاه قسنطینه ۱ مونتوری
دانشگاه قسنطینه ۱ ـ مونتوری (انگلیسی: Constantine 1 University) یک دانشگاه دولتی الجزایر در قسنطینه است که در ۲۹ مارس ۱۹۶۸ تأسیس شده‌است.

## تاریخچه
این پروژه توسط معمار مشهور برزیلی اسکار نیمایر طراحی و ساخته شده‌است و توسط بنیاد آکوچت تکمیل شد. فعالیت‌های آموزشی دانشگاه در سپتامبر ۱۹۷۱ آغاز شد. در حال حاضر، دانشگاه منتوری یکی از بزرگترین دانشگاه‌های الجزایر است.
- دانشگاه قسنطینه مونتوری با دستور شماره ۶۹–۴۵ در ۱۷ ژوئن ۱۹۶۹ تأسیس شد که یک تاریخ مهم برای دانشگاه است که توانست استقلال خود را از یک مرکز دانشگاهی وابسته به دانشگاه الجزایر به دست آورد که تنها تعداد محدودی از رشته‌ها مانند ادبیات، حقوق و پزشکی را شامل می‌شد. پس از این تاریخ، دانشگاه رشته‌های علمی زیادی را گشود و سال به سال گسترش یافت،

## ساختمان‌ها
این دانشگاه در حال حاضر دارای ۹ شعبه در مناطق مختلف استان قسنطینه است؛
شامل؛
- ساختمان معماری که دارای ۴ جایگاه بزرگ برای سخنرانی و ۱۲۰ سالن برای مدیریت و هماهنگی است.
- ساختمان علوم، که شامل ۱۰ آزمایشگاه علمی برای انجام برنامه‌های کاربردی در شیمی، فیزیک و زیست‌شناسی است
- ۱۳ جایگاه برای سخنرانی در همه رشته‌ها. این سازه از طبقه اول، طبقه همکف و طبقه زیرزمین تشکیل شده‌است
- ساختمان اداری شامل ۲۳ طبقه است که در آن به امور اداری دانشگاه پرداخته می‌شود.
- کتابخانه مرکزی دانشگاه شامل یک اتاق بزرگ مطالعه در طبقه همکف است، و طبقه زیرزمین شامل فروشگاه‌ها و دفتر مرکزی اداره کتابخانه است.

## گسترش
دانشگاه قسنطینه مونتوری با افزایش روزافزون دانشجویان و اساتید شروع به توسعه و گسترش در همه زمینه‌ها کرد. فراهم کردن آموزش‌های علمی برای استادان در خارج از کشور و فرستادن آنها به فرانسه و بریتانیا و آمریکا و ایجاد پژوهشهای علمی با احداث تعداد قابل توجهی آزمایشگاه علمی در رشته‌های مختلف و بازکردن زمینه برای پیشرفت مربیان و پژوهشگران در پروژه‌های تحقیقاتی که هر یک از این پروژه‌ها شامل پنج استاد است که به صورت جمعی و هماهنگ تحقیق می‌کنند. در همین چارچوب، پروژه‌های پژوهشی در آزمایشگاه تحقیق، به طوری که هر بخش در دانشگاه حداقل یک آزمایشگاه تحقیقاتی داشته باشد، راه اندازی شده‌است.
دانشگاه قسنطینه مونتوری اکنون دارای ۳۸٬۶۸۳ دانشجو در آستانه فارغ‌التحصیلی، و ۲٬۴۲۰ دانشجو در مقطع تحصیلات تکمیلی دارد. تعداد استادان این دانشگاه ۱۷۷۳ در رشته‌های مختلف است، تعداد کارمندان اداری ۱۴۶۹ نفر است که ۱۳۰۶ نفر کارمندان اداری و ۱۶۳ تکنسین هستند.

## موقعیت
دانشگاه قسنطینه مونتوری، در مسیر فرودگاه محمد بادیاف در مرکز شهر واقع شده‌است؛ که مساحت‌آن ۵۴۴۶۶۰ متر مربع، دارای ۱۳ دانشگاه، ۸ دانشکده و ۳۸ بخش می‌باشد.